# 제1차 다나카 가쿠에이 내각
제1차 다나카 가쿠에이 내각(일본어: 第1次田中角栄内閣)은  다나카 가쿠에이가 제64대 내각총리대신으로 임명되어, 1972년 7월 7일부터 1972년 12월 22일까지 존재한 일본의 내각이다.

## 개요
1972년 7월 5일 자유민주당 총재 선거에서 다나카 가쿠에이가 후쿠다 다케오를 누르고 차기 총재로 선출된 것에 의해 다음날인 7월 6일에 소집된 제69회 임시국회에서 중의원 및 참의원 양원에서의 수반 지명 선거를 통해 다나카가 내각총리대신으로 지명, 곧바로 내각을 발족했다.
제1차 다나카 가쿠에이 내각 시대의 주요 사건은 다음과 같다.
- 중화인민공화국과 일본간의 국교정상화에 합의하는 중일공동성명이 1972년 9월 29일 중화인민공화국 베이징에서 조인됐다. 이 공동성명에서 일본은 중화인민공화국을 유일한 합법 정부로 인정하고 중화민국과의 외교 관계도 단절됐다.

## 각료
- 내각총리대신 - 다나카 가쿠에이
- 법무대신 - 고리 유이치
- 외무대신 - 오히라 마사요시
- 대장대신 - 우에키 고시로
- 문부대신 - 이나바 오사무
- 후생대신 - 시오미 슌지
- 농림대신 - 아다치 도쿠로
- 통상산업대신, 과학기술청 장관 - 나카소네 야스히로
- 운수대신 - 사사키 히데요
- 우정대신 - 다나카 가쿠에이(임시 대리) / 미이케 마코토(1972년 7월 12일 ~ )
- 노동대신 - 다무라 하지메
- 건설대신, 긴키권 정비 장관, 주부권 개발 정비 장관, 국가공안위원회 위원장, 수도권 정비위원회 위원장 - 기무라 다케오
- 자치대신, 홋카이도 개발청 장관 - 후쿠다 하지메
- 내각관방장관 - 니카이도 스스무
- 총리부 총무장관, 오키나와 개발청 장관 - 혼나 다케시
- 행정관리청 장관 - 하마노 세이고
- 방위청 장관 - 마스하라 게이키치
- 경제기획청 장관 - 다나카 가쿠에이(사무 취급) / 아리타 기이치(1972년 7월 12일 ~ )
- 환경청 장관 - 고야마 오사노리
- 국무대신 - 미키 다케오(당초엔 무임소대신, 1972년 8월 29일 이후 부총리)
  - 내각법제국 장관 - 요시쿠니 이치로
  - 내각관방부장관(정무) - 야마시타 간리
  - 내각관방부장관(사무) - 고토다 마사하루
  - 총리부 총무부장관(정무) - 고미야마 주시로
  - 총리부 총무부장관(사무) - 구리야마 렌페이

### 보충 설명
미이케·아리타는 당초 각료에 지명되면서도 그 직전에 있었던 자유민주당 총재 선거에서 후쿠다 다케오를 지지했다는 이유로 입각을 거부했다. 그 후 후쿠다의 설득에 응하는 형태로 입각했다.
미키는 소위 무임소대신으로서 입각하여 8월 29일에 이른바 부총리로서 지명을 받았다. 이 때문에 7월 7일의 인증관 임명식 및 관보 게재 사령에서의 국무 대신으로서의 서열은 마지막으로 돼 있지만 같은 해 12월 22일 제2차 다나카 가쿠에이 내각의 발족에 따르는 각료 지위 상실의 관보 게재에서는 나열 순서에서 첫 번째로 돼 있으며 또한 같은 제2차 내각에서도 국무대신으로서의 필두로 나열돼 있다.

## 정무 차관
- 법무 정무 차관 - 후루야 도루
- 외무 정무 차관 - 아오키 마사히사
- 대장 정무 차관 - 오무라 조지·야마자키 고로
- 문부 정무 차관 - 우쓰미 히데오
- 후생 정무 차관 - 마스오카 히로유키
- 농림 정무 차관 - 모리시타 모토하루·소노다 기요미쓰
- 통상 산업 정무 차관 - 니와 규쇼·야스다 다카아키
- 운수 정무 차관 - 가토 무쓰키
- 우정 정무 차관 - 기무라 다케치요
- 노동 정무 차관 - 시오노야 가즈오
- 건설 정무 차관 - 오부치 게이조
- 자치 정무 차관 - 미쓰바야시 야타로
- 행정 관리 정무 차관 - 야마자키 다쓰오
- 홋카이도 개발 정무 차관 - 와타나베 이치타로
- 방위 정무 차관 - 후루우치 히로오
- 경제 기획 정무 차관 - 기노 하루오
- 과학 기술 정무 차관 - 후지나미 다카오
- 환경 정무 차관 - 스가나미 시게루
- 오키나와 개발 정무 차관 - 나카쓰이 마코토